# Quand nous étions sorcières
Pour les articles homonymes, voir Juniper Tree.
Pour plus de détails, voir Fiche technique et Distribution.
Quand nous étions sorcières (The Juniper Tree) est un film indépendant islandais écrit, réalisé et produit par Nietzchka Keene. Tourné en Islande durant l'été 1986, avec une distribution exclusivement islandaise mais en langue anglaise, monté et post-produit durant les trois années qui suivent, le film est seulement achevé en 1989 et présenté pour la première fois en 1990 au Festival de Sundance puis à Los Angeles.

## Fiche technique
Sauf indication contraire, les informations mentionnées dans cette section peuvent être confirmées par la base de données cinématographiques IMDb,  présente dans la section « Liens externes ».
- Titre français : Quand nous étions sorcières
- Titre original : The Juniper Tree ou Einiberjatréð
- Réalisation : Nietzchka Keene
- Scénario : Nietzchka Keene, d'après Le Conte du genévrier
- Musique : Larry Lipkis
- Photographie : Randy Sellars
- Montage : Nietzchka Keene
- Direction artistique : Dominique Polain
- Costumes : Nanna Luisa Zophaniasdóttir
- Production : Nietzchka Keene
  - Production associée : Patrick Moyroud
- Pays de production :  Islande
- Langue originale : anglais
- Format : noir et blanc - 1,66:1 - Dolby SR
- Genre : drame, fantastique
- Durée : 78 minutes
- Années de production : 1986 (tournage) à 1989 (fin du montage)
- Dates de sortie :
  - États-Unis : janvier 1990 (Festival de Sundance) ; 10 avril 1990 (Los Angeles)
  - Islande : 10 février 1993
  - France : 8 mai 2019

## Distribution
Sauf indication contraire, les informations mentionnées dans cette section peuvent être confirmées par la base de données cinématographiques IMDb,  présente dans la section « Liens externes ».
- Björk (créditée sous son nom complet, Björk Guðmundsdóttir) : Margit
- Bryndis Petra Bragadóttir : Katla, la sœur aînée de Margit
- Valdimar Örn Flygenring : Jóhann
- Guðrún Gísladóttir : la mère de Margit et Katla
- Geirlaug Sunna Þormar : Jónas, le fils de Jóhann

## Accueil

### Accueil critique
Le film reçoit de bons retours en France lorsqu'il ressort en mai 2019, avec une note moyenne de 3,6 proposée par Allociné.
Les Cahiers du cinéma offrent une double page au film, Sophie Charlin écrivant notamment : « Ce conte cruel et poétique semble sorti de la terre islandaise et nous arrive encore tout plein du mystère des confins. (…) Emmaillotée dans un costume qui en fait un adorable troll, avec son visage de faune parsemé de taches de rousseur et son regard farouche, Björk à elle seule rend le film magique. »
Les Inrockuptibles trouve au film une « aura mythologique et mystique, renforcée par l'incursion du fantastique ». Télérama dit que « Le noir et blanc magnifiquement restauré renforce l'intemporalité du film ».

## Commentaires
Le film est inspiré du conte Le Genévrier (Vom Machandelbaum) des frères Grimm.

## Distinctions
Le film est présenté dans plus de 23 festivals ou rencontres cinématographiques dans le monde, dont le Sundance Film Festival, en janvier 1991, où il est nommé pour le Grand Prix du Jury dans la catégorie « film dramatique ». Il remporte, en juillet 1990, le Prix du Public au Festival des Films des Femmes de la Cinémathèque québécoise à Montréal et, en 1991, le Premier Prix pour un Premier Film au Tróia International Film Festival (Festróia) à Setúbal, Portugal.

## Éditions vidéo
En France, Quand nous étions sorcières sort en combo Blu-ray/DVD chez Capricci le 8 septembre 2020, avec en supplément trois courts-métrages de la réalisatrice et un entretien avec la politologue Armelle Le Bras-Chopard  (Les Sorcières et l'Islande, 14').